# Дегизиран прототип
Дегизиран прототип (при автомобилостроенето и автомобилната индустрия, нарицателно на немски „Erlkönig“) е общо наименование за прототип на автомобил. Докато автомобилните производители се опитват да запазят точния външен вид на превозното средство скрит, те са преследвани от журналисти, тъй наречените „ловци на горския цар“ (Erlkönig-Jägern), които продават след това направените снимки на тематични списания или булевардната преса.